# Tuvalu aux Jeux olympiques d'été de 2016
La délégation des Tuvalu aux Jeux olympiques d'été de 2016 à Rio de Janeiro au Brésil comprend un seul et unique athlète masculin représentant son pays dans les épreuves d'athlétisme. Il s'agit de la troisième apparition de l'État tuvaluan à des Jeux olympiques d'été depuis ses débuts en 2008 à Pékin en Chine, trente ans après son indépendance. L'unique athlète a pu participer à ces Jeux grâce à une invitation et n'a passé le stade des séries.

## Athlétisme

### Présentation de l'athlète
Etimoni Timuani, né le 14 novembre 1991 sur l'atoll de Funafuti, participe pour la première fois à des Jeux olympiques d'été.

### Résultats
Etimoni Timuani prend part à l'épreuve du 100 m le 13 août. Il termine la distance en 11 s 81 et se classe 7e et dernier dans la troisième série du tour préliminaire. Son temps le place derrière le mauritanien Jidou El Moctar (11 s 44). Deux des participants se qualifient pour le tour suivant. Kitson Kapiriel termine au 87e rang de cette compétition qui a compté 88 participants. Le jamaïcain Usain Bolt remporte la médaille d'or lors de la finale en courant en 9 s 81.
| Athlète         | Épreuve      | Séries   | Séries | Quarts de finale | Quarts de finale | Demi-finales | Demi-finales | Finale       | Finale       |
| Athlète         | Épreuve      | Résultat | Rang   | Résultat         | Rang             | Résultat     | Rang         | Résultat     | Rang         |
| --------------- | ------------ | -------- | ------ | ---------------- | ---------------- | ------------ | ------------ | ------------ | ------------ |
| Etimoni Timuani | 100 m hommes | 11 s 81  | 7e     | Non qualifié     | Non qualifié     | Non qualifié | Non qualifié | Non qualifié | Non qualifié |